# Août 1943
Les événements concernant la Seconde Guerre mondiale sont détaillés dans l'article Août 1943 (Seconde Guerre mondiale).

## Évènements
- Harold Hoskins du département d'État des États-Unis rencontre Ibn Sa'ud.
  - Roosevelt entre en contact avec Ibn Sa'ud pour lui exposer le plan Philby de 1941. Le souverain saoudien refuse catégoriquement. Le président américain fait préparer un projet de Palestine internationalisée, dirigée par un organe de contrôle composé de représentants des trois religions du Livre.
- Mi-août : le gouvernement italien prend contact avec les Alliés à Lisbonne et poursuit les négociations en Sicile et en Tunisie pour la conclusion d’un armistice.
- Août - septembre (Hongrie) : la IIe armée hongroise subit de lourdes pertes sur le front russe à Voronej sur le Don : en août, le gouvernement engage vainement des démarches pour la paix auprès des puissances alliées. Un agent diplomatique de Kállay, László Veress, reçoit à Istanbul le 9 septembre un message non signé d’Anthony Eden concernant les conditions que la Hongrie doit remplir en vue d’un traitement favorable par les Alliés. Le gouvernement hongrois tergiverse. Il reconnaît le gouvernement de Mussolini libéré par un commando SS le 29 septembre.

- 1er août : opération Tidal Wave. Raid massif de l’aviation anglo-américaine sur les raffineries de Ploieşti, en Roumanie.

- 2 août : soulèvement des prisonniers du camp de Treblinka.

- 4 août : élection générale ontarienne.  Le Parti progressiste-conservateur de l'Ontario dirigé par George Drew remporte cette élection.

- 6 - 7 août : victoire américaine à la bataille du golfe de Vella.

- 7 août : début de la seconde bataille de Smolensk. Victoire soviétique décisive le 2 octobre.

- 8 août, France : occupation par la Wehrmacht de l'ex-zone d'occupation italienne.

- 17 août : 
  - conférence Quadrant réunie à Québec entre Winston Churchill et Franklin Roosevelt (à laquelle participe le Canadien Mackenzie King et le Chinois T.V. Soong, représentant du Guomindang). Le débarquement dans le nord de la France est prévu pour le 1er mai 1944 et sera complété par un débarquement dans le sud du pays. Pour diminuer la pression allemande du côté de l’Union soviétique, les Alliés décident aussi d’un débarquement sur la péninsule italienne, l’objectif étant la capitulation sans condition de l’Italie.
  - Shukri al-Kuwatli est élu président de la République en Syrie.
  - Les Américains entrent dans Messine. La Sicile est conquise.
  - Première utilisation opérationnelle de la bombe radioguidée Henschel Hs 293 A par des Dornier Do 217 contre des navires britanniques dans le golfe de Biscaye.

- 17 - 18 août : 
  - victoire tactique japonaise à la bataille d'Horaniu.
  - Des bombardiers de la RAF attaquent la base allemande de Peenemünde pour empêcher le développement des armes secrètes allemandes.

- 18 août : bombardement aérien de la base de Peenemünde.

- 19 août : les ouvriers des usines de l’Italie du Nord se mettent en grève.

- 23 août : les Soviétiques reprennent Kharkov, évacuée par les Allemands, à l'issue de l'opération Polkovodets Roumiantsev. La contre-offensive russe est ininterrompue sur tous les secteurs : Ukraine, Crimée, Carélie, province de Prusse-Orientale, Silésie.

- 24 août : début de la bataille du Dniepr. Victoire soviétique décisive le 23 décembre.

- 26 août : reconnaissance officielle du gouvernement français d'Alger (CFLN) par le Royaume-Uni, les États-Unis.

- 27 août : Albert Lebrun, Président de la République légalement en exercice est enlevé par la Gestapo à Vizille dans l'Isère.

- 27 - 28 août : Altiero Spinelli fonde à Milan le Mouvement fédéraliste européen (MFE).

- 29 août : Interruption du régime démocratique au Danemark par la volonté du commandement allemand (fin le 5 mai 1945), et sabordage de la flotte danoise à Copenhague.

## Naissances
- 4 août : 
  - Michael J. McCulley, astronaute américain.
  - Margaret Lee, actrice britannique († 24 avril 2024).
- 8 août : Sandy Pearlman, producteur de musique, manager, poète et auteur américain.
- 9 août : Joe Handley, premier ministre des Territoires du Nord-Ouest.
- 10 août : 
  - Ronnie Spector, chanteuse, membre du groupe the Ronettes († 12 janvier 2022).
  - Louis E. Brus, chimiste américain.
- 11 août : Pervez Musharraf, général et homme politique pakistanais († 5 février 2023).
- 12 août : Anne Cools, sénatrice canadienne.
- 13 août : Ertha Pascal-Trouillot femme politique, présidente de Haïti.
- 14 août : Jon A. McBride, astronaute américain († 7 août 2024).
- 15 août : Pierre Dao, entraîneur de basket-ball français.
- 17 août : Robert De Niro, acteur, réalisateur et producteur de cinéma américain
- 18 août : 
  - Gianni Rivera, footballeur italien.
  - Martin Mull, acteur américain († (27 juin 2024).
- 20 août : Jorge Arriagada, compositeur et musicien franco-chilien († 8 octobre 2024).
- 21 août : Patrick Demarchelier, photographe français († 31 mars 2022).
- 23 août : 
  - Pino Presti, bassiste, arrangeur, compositeur, chef d'orchestre, producteur de musique italien.
  - Nelson DeMille, romancier américain († 17 septembre 2024).
  - Rodney Alcala, tueur en série américain († 24 juillet 2021).
- 27 août : 
  - Marcel Neven, homme politique belge de langue française.
  - Bennett Campbell, premier ministre de l'Île-du-Prince-Édouard.
- 28 août : David Soul, acteur, chanteur, compositeur et interprète américain († 4 janvier 2024).
- 30 août :
  - Jean-Claude Killy, Skieur français et membre du CIO.
  - Robert Crumb, dessinateur de bande dessinée américain.
- 31 août : Thierry Jordan, évêque catholique français, archevêque de Reims.

## Décès
- 1er août : Glafira Kashirina, navigatrice du 588e régiment de bombardement de nuit pendant la Grande Guerre patriotique, récipiendaire de l'ordre du Drapeau rouge.
- 9 août (St-Amour) : Franz Jägerstätter, fermier autrichien, qui refusant de prêter allégeance à Hitler fut guillotiné à Berlin. Béatifié en 2007 par Benoît XVI. Sa vie est retracée dans le film Une Vie Cachée / A Hidden Life de Terrence Malick en 2019 (film tourné en 2016).
- 12 août : Vittorio Sella, alpiniste et photographe italien.
- 13 août : Jakob Gapp, religieux marianiste autrichien, prêtre et martyr, guillotiné à la prison de Plötzensee (Berlin), béatifié en 1996.